# Nokia 6080
Nokia 6080 - model telefonu komórkowego firmy Nokia.